# Crotalaria wilczekiana
Crotalaria wilczekiana är en ärtväxtart som beskrevs av Timp.. Crotalaria wilczekiana ingår i släktet sunnhampor, och familjen ärtväxter. Inga underarter finns listade i Catalogue of Life.